# Округ Косут (Ајова)
Косут (енгл. Kossuth County) је округ у америчкој савезној држави Ајова.

## Демографија
По попису из 2010. године број становника је 15.543, што је 1.62 (-9,4%) становника мање 2000. године.
| Група             | 2000.          | 2010.          |
| Белци             | 16.867 (98,3%) | 15.121 (97,3%) |
| Афроамериканци    | 19 (0,1%)      | 44 (0,3%)      |
| Азијати           | 60 (0,3%)      | 59 (0,4%)      |
| Хиспаноамериканци | 139 (0,8%)     | 215 (1,4%)     |
| Укупно            | 17.163         | 15.543         |